# کازوناری هوساکا
کازوناری هوساکا (انگلیسی: Kazunari Hosaka؛ زادهٔ ۲۴ مارس ۱۹۸۳) بازیکن فوتبال اهل ژاپن است.